# 조프르집박쥐
조프르집박쥐(Hypsugo joffrei)는 애기박쥐과에 속하는 박쥐의 일종이다. 버마에서만 발견된다. 서식지 감소로 위협을 받고 있다.